# Yōkoso Jitsuryoku Shijō Shugi no Kyōshitsu e
Yōkoso Jitsuryoku Shijō Shugi no Kyōshitsu e (Originaltitel: ようこそ実力至上主義の教室へ) ist der Titel einer Light-Novel-Reihe von Shōgo Kinugasa, die seit 2015 erscheint und in mehrere Handlungsabschnitte eingeteilt ist. Die Romanreihe erscheint beim Verlag Media Factory und in dessen Magazin MF Bunko J.
Der erste Abschnitt der Romanreihe erschien zwischen dem 25. Mai 2015 und dem 25. September 2019 und wurde mit vierzehn veröffentlichten Bänden, wovon drei Bände Kurzgeschichtensammlungen sind, abgeschlossen. Am 24. Januar 2020 startete der zweite Abschnitt der Romanreihe. Die Romanreihe erhielt eine Umsetzung als Manga-Reihe, die im Januar 2016 startete. Zum zweiten Romanabschnitt startete im Dezember 2021 ebenfalls eine Manga-Umsetzung.
Des Weiteren wurde 2017 eine Anime-Fernsehserie produziert, die international unter dem Titel Classroom of the Elite vermarktet wird, und im Jahr 2022 mit einer zweiten Staffel fortgesetzt wurde. Eine dritte Staffel, die den Inhalt der ersten Romanreihe abschließen soll, startet 2023.
Die Geschichte folgt dem Oberschüler Kiyotaka Ayanokōji, der eine von der japanischen Regierung neu gegründeten Oberschule mit Auf- und Abstiegssystem besucht und versucht, eine normale Schulzeit zu verbringen. Allerdings wird sein Vorhaben durch verschiedenste Umstände verhindert und Kiyotaka wird mehr oder weniger freiwillig in diverse Zwischenfällen und Intrigen hineingezogen, die er bewältigen muss.

## Handlung
Die japanische Regierung hat vor wenigen Jahren die Tokyo Metropolitan Advanced Nurturing School gegründet, mit dem Ziel den zukünftigen Führungskräften die bestmögliche Ausbildung sowie einen garantierten Studien- bzw. Arbeitsplatz nach erfolgreichem Abschluss zu bieten. Die Schule, ein Internat, bietet ihren Schülern weitestgehende Freiheiten, um so das reale Arbeitsleben bestmöglich zu simulieren. Auf dem Schulgelände befinden sich zahlreiche Einkaufsmöglichkeiten und Freizeiteinrichtungen, die die Schüler aufsuchen können. Ebenfalls erhält jeder eingeschriebene Schüler ein Startbudget von 100.000 Yen in Form von privaten Punkten, die innerhalb des Schulgeländes wie Geld genutzt werden können. Jeder Schüler erhält, je nach persönlicher Leistung und Betragen, monatlich private Punkte. Es besteht ein Auf- und Abstiegssystem innerhalb der Schule, der es Klassen ermöglicht, unter gewissen Umständen in die nächsthöhere Klasse auf- oder in die nächstniedrigere Klasse abzusteigen. Dies kann erreicht werden, wenn die Klassengemeinschaft durch das Sammeln von Klassenpunkten andere Klassen punktemäßig überholt.
Die Handlung folgt Kiyotaka Ayanokōji, einem eher unscheinbaren und stillen Oberschüler, der das erste Jahr der eben beschriebenen Oberschule besucht. Dort wird er der D-Klasse zugeteilt, die innerhalb der Schulgemeinschaft einen schlechten Stand hat, da in dieser Klasse der vermeintlich soziale Abschaum eingestuft wird. Kiyotaka versucht, trotz der Einstufung in die niedrigste Klassenstufe, ein möglichst normales Schul- und Alltagsleben zu führen, was ihm vorher nicht möglich war. Unter seinem sehr strengen Vater, der das so genannte „weiße Zimmer“ leitet, genoss er zwar die bestmögliche Ausbildung, jedoch wurden er und seine Mitschüler extremsten Stressoren ausgesetzt. Ayanokōji konnte dank der Hilfe eines Mitarbeiters diese Einrichtung verlassen, vor seinem Vater fliehen und sich an der Oberschule einschreiben.
Sein Traum, ein ruhiges Leben zu führen, wird jäh gestört als er mehr oder weniger freiwillig in verschiedene Situationen und Intrigen anderer Mitschüler und Klassenkameraden verwickelt wird: So schließt er sich dem Plan seiner Klassenkameradin Suzune Horikita an, in die A-Klasse aufzusteigen und rettet eine Mitschülerin vor einem Stalker. Eher zufällig bekommt Ayanokōji mit, wie Kikyō Kushida, eine andere Klassenkameradin, die sich äußerlich immer freundlich und hilfsbereit gibt, sich über Suzune ärgert und vor Zorn auf ein Geländer einschlägt. Als diese bemerkt, dass sie von Ayanokōji bei ihrem Wutausbruch beobachtet wurde, droht sie ihm, ihn bei der Lehrerschaft und ihren Mitschülern der sexuellen Belästigung zu bezichtigen. Zudem zieht er das Interesse der Anführer der anderen Klassen durch sein Handeln auf sich.
Allerdings erschweren nicht nur zwischenmenschliche Intrigen Ayanokōjis Ziel, sondern auch die schulische Situation selbst: Innerhalb von einem Monat hat die D-Klasse sämtliche Klassenpunkte durch ihr negatives Verhalten und schlechte schulische Leistungen aufgebraucht, sodass diese nicht nur keine privaten Punkte gutgeschrieben haben, sondern auch, dass jegliche nicht bestandene Prüfung zum sofortigen Schulverweis führt. Das führt unter anderem dazu, dass Ken Sudō durch ein knappes Nichtbestehen einer Englischprüfung der Schule hätte verwiesen werden können. Erst dank der Hilfe Ayanokōjis, der im Geheimen seiner Lehrerin einen Punkt, der zum Bestehen der Prüfung notwendig ist, mit seinen privaten Punkten abkauft, kann der Verweis vermieden werden.
Obwohl Ayanokōji äußerlich den Anschein eines stillen, unauffälligen und durchschnittlichen Schülers macht, ist er in Wahrheit sowohl athletisch als auch äußerst intelligent. In Wahrheit schreckt er vor keinem Weg zurück, sein Ziel erreichen, egal wie grausam dieser erscheinen mag. So ist er es, der eine Clique aus der C-Klasse auf seine Mitschülerin und Klassenkameradin Kei Karuizawa ansetzt, die diese demütigen, um sie zu mental zu brechen und zu manipulieren (siehe zum Beispiel Milgram-Experiment und Stockholm-Syndrom). Er benutzt sie später unter dem Vorwand, sie vor weiteren Mobbingangriffen zu schützen, unter anderem als Spitzel oder zur Beschaffung von Informationen über andere Mitschüler. Als Kei im Laufe der Zeit ins Fadenkreuz von Kakeru Ryūen, dem Anführer der C-Klasse, gerät und diese foltert ist es Ayanokōji, der scheinbar im letzten Moment erscheint und diese aus ihrer Situation befreit. Obwohl sie weiß, dass sie von Ayanokōji die ganze Zeit benutzt wurde, entwickelt sie nach und nach Gefühle für ihn.

## Die Schule

### Allgemein
Die Advanced Nurturing High School ist eine von der japanischen Regierung eröffnete Oberschule, welche ihren Schülern die bestmögliche Ausbildung, sowie eine hundertprozentige Aufnahme eines Studiums oder den Einstieg in die Arbeitswelt garantiert, mit dem Ziel zukünftige Führungskräfte, die das Land in eine glorreiche Zukunft bringen sollen, auszubilden. 1 Die Schule folgt dem staatlichen Lehrsystem und es heißt, dass keine Mühen und Kosten gescheut werden, um staatliche Zukunft in Form neuer Führungskräfte zu sichern. Laut dem Roman umfasst das Schulgelände mit allen Freizeit- und Einkaufsmöglichkeiten, sowie die Unterkünfte der Schüler insgesamt 600.000 m².
Die Unterkünfte erstrecken sich auf 140 Zimmer, auf insgesamt knapp 132.000 m². Die Zimmer der ersten sieben Stockwerke werden von männlichen Schülern genutzt, die Zimmer ab der achten bis zur 15. Etage von Schülerinnen. Die Zimmer sind allesamt minimalistisch eingerichtet. Die Türen sind gesichert und öffnen sich lediglich mit einer elektronischen Schlüsselkarte.
Der Schulkomplex besteht aus mehreren Klassenzimmern für bis zu 25 Schüler, die modern ausgestattet sind. Der Bereich um die Klassenräume wird durch Sicherheitskameras videoüberwacht. Weiterhin enthalten ist ein Lehrerzimmer, ein Büro für die Schülervertretung, eine Schulkantine, ein Schwimmbad, ein Sportplatz mit Turnhalle und eine Bibliothek.

### Das Schulgelände
Neben dem Schulkomplex im Allgemeinen umfasst das Gelände der Schule mehrere Einkaufszentren, Freizeiteinrichtungen, wie etwa ein Kino, eine Karaoke-Bar, einen Park und einen Boulevard.

### Schulregeln
An der Schule gelten sehr strenge Regeln:
- Jeder Schüler bezahlt in den auf dem Schulgelände befindlichen Einrichtungen mit privaten Punkten anstatt mit Geld. Es gibt nichts, das nicht mit Punkten gekauft werden kann. Ein Punkt hat den Wert von einem Yen.[2] Es wird besagt, dass die Schule eine enge Regelauslegung für die Nutzung von privaten Punkten hat, die von den Lehrern allerdings nicht bekannt gemacht werden dürfen.
  - Die Anzahl an privaten Punkten, die ein Schüler jeden Monat ausgezahlt bekommt, richtet sich nach der Zahl der erreichten Klassenpunkte. Klassenpunkte werden bei besonders guten Leistungen einer Klasse in Prüfungen ermittelt.[3] Die Anzahl der erreichten Klassenpunkte wird mit dem Faktor 100 multipliziert, woraus letztlich die privaten Punkte errechnet werden, die ein Schüler gutgeschrieben bekommt.
  - Schüler dürfen private Punkte untereinander handeln. Punkte, die widerrechtlich – zum Beispiel durch Erpressung – gemacht wurden, führt bei Bekanntwerden zu schweren Bestrafungen.
- Jeder Schüler, die bei einem wichtigen Test die erwartete Mindestquote nicht erreicht, wird sofort der Schule verwiesen.[4] Der Schnitt, der erreicht werden muss, beträgt die Hälfte der im Durchschnitt erreichten Punkte der gesamten Klasse in allen Fächern.
- Die Einstufung in Klassen A bis D ist provisorisch. Das bedeutet, dass eine Klassengemeinschaft in die nächsthöhere Klasse auf- oder in die nächstniedrigere Stufe absteigen kann. Das geschieht zum Beispiel, wenn eine niedriger eingestufte Klasse die nächsthöhere Klasse durch die erreichten Klassenpunkte von der Gesamtklassenpunktzahl her überholt.
  - Die Klassengemeinschaft bleibt von der Einschulung bis zum Schulabschluss bestehen.[2] Es wird angenommen, dass dadurch der Zusammenhalt des Klassenverbundes gestärkt werden kann. Ein Schüler hat jedoch die Möglichkeit, die Klasse zu wechseln, wenn dieser 20 Millionen private Punkte erreicht hat.
- Allen Schülern ist es untersagt, das Schulgelände ohne triftigen Grund zu verlassen. Zusätzlich ist der Kontakt zu Außenstehenden – auch zu Familienmitgliedern oder Sicherheitskräften – strengstens untersagt.[2]

## Veröffentlichungen

### Romanreihe
Yōkoso Jitsuryoku Shijō Shugi no Kyōshitsu e
Autor Shōgo Kinugasa startete die Romanreihe am 25. Mai 2015 und beendete diese nach elf Hauptbänden sowie drei Kurzgeschichtensammlungen am 25. September 2019. Die Illustrationen wurden von Shunsaku Tomose angefertigt. Die Romanreihe erschien im Magazin MF Bunko J des Verlages Media Factory. Der US-amerikanische Verleger Seven Seas Entertainment erwarb im Jahr 2018 die Lizenz für eine englischsprachige Herausgabe der Romanreihe außerhalb Japans. Auch wurde das Werk in Koreanisch, Chinesisch und Thai übersetzt. Bisher wurde die Romanreihe nicht in deutscher Sprache veröffentlicht. Auf ihrem Panel bei der AnimagiC Anfang August 2024 kündigte der Verlag Tokyopop an, die Romanreihe zum First-Year-Arc in deutscher Sprache zu veröffentlichen.
Im Februar 2021 gab Seven Seas bekannt, den siebten Band in einer abgeänderten Version veröffentlicht zu haben, was bei den Lesern negativ aufgenommen wurde, da die Änderungen das Verständnis der Handlung erschwerten. Am 23. Dezember 2022 erschien in Japan der Band 0, welcher als Bundle mit der ersten Blu-ray der zweiten Staffel erworben werden konnte. Band 0 stellt ein Prolog zu der Hauptreihe dar, die 20 Jahre vor der eigentlichen Handlung spielt und Kiyotakas Kindheit im „Weißen Zimmer“ näher beleuchtet.
| Band | Veröffentlichung (Japan) | ISBN (Japan)            |
| ---- | ------------------------ | ----------------------- |
| 1    | 25. Mai 2015             | ISBN 978-4-04-067657-9. |
| 2    | 25. Sep. 2015            | ISBN 978-4-04-067778-1. |
| 3    | 25. Jan. 2016            | ISBN 978-4-04-068008-8. |
| 4    | 25. Mai 2016             | ISBN 978-4-04-068338-6. |
| 4.5  | 23. Sep. 2016            | ISBN 978-4-04-068629-5. |
| 5    | 25. Jan. 2017            | ISBN 978-4-04-069017-9. |
| 6    | 25. Mai 2017             | ISBN 978-4-04-069231-9. |
| 7    | 25. Okt. 2017            | ISBN 978-4-04-069458-0. |
| 7.5  | 25. Jan. 2018            | ISBN 978-4-04-069675-1. |
| 8    | 25. Mai 2018             | ISBN 978-4-04-069861-8. |
| 9    | 25. Sep. 2018            | ISBN 978-4-04-065157-6. |
| 10   | 25. Jan. 2019            | ISBN 978-4-04-065506-2. |
| 11   | 25. Mai 2019             | ISBN 978-4-04-065739-4. |
| 11.5 | 25. Sep. 2019            | ISBN 978-4-04-064007-5. |

Yōkoso Jitsuryoku Shijō Shugi no Kyōshitsu e 2-nensei-hen
Im Januar 2020 startete Kinusaga den zweiten Teil der Romanreihe, die unter dem Titel Yōkoso Jitsuryoku Shijō Shugi no Kyōshitsu e 2-nensei-hen erscheint, und das zweite Jahr an der Oberschule beschreibt. Die Zeichnungen wurden erneut von Shunsaku Tomose angefertigt. Wie die erste Romanreihe, erscheint auch diese im MF Bunko J des Verlages Media Factory. Im September 2021 gab Seven Seas Entertainment bekannt, auch diese Reihe lizenziert zu haben.
| Band | Veröffentlichung (Japan) | ISBN (Japan)            |
| ---- | ------------------------ | ----------------------- |
| 1    | 24. Jan. 2020            | ISBN 978-4-04-064329-8. |
| 2    | 25. Juni 2020            | ISBN 978-4-04-064664-0. |
| 3    | 24. Okt. 2020            | ISBN 978-4-04-065942-8. |
| 4    | 25. Feb. 2021            | ISBN 978-4-04-680166-1. |
| 4.5  | 25. Juni 2021            | ISBN 978-4-04-680516-4. |
| 5    | 25. Okt. 2021            | ISBN 978-4-04-680846-2. |
| 6    | 25. Feb. 2022            | ISBN 978-4-04-681185-1. |
| 7    | 24. Juni 2022            | ISBN 978-4-04-681477-7. |
| 8    | 25. Oktober 2022         | ISBN 978-4-04-681833-1. |
| 9    | 25. Feb. 2023            | ISBN 978-4-04-682213-0. |
| 9.5  | 23. Juni 2023            | ISBN 978-4-04-682566-7. |
| 10   | 25. Oktober 2023         | ISBN 978-4-04-682985-6  |
| 11   | 24. Feb. 2024            | ISBN 978-4-04-683349-5. |
| 12   | 25. Juli 2024            | ISBN 978-4-04-683797-4. |

### Artbooks
Bisher (Stand: 10. Januar 2023) veröffentlichten Shinogasa und Shunsaku Tomose zwei offizielle Artbooks zur Romanreihe in Japan, welches neben zahlreichen, zum Teil farbigen Illustrationen und Sketche, auch diverse Nebengeschichten, die nicht in den Hauptwerken vorkommen und Interviews mit den beiden enthält.
| Band | Veröffentlichung (Japan) | ISBN (Japan)            |
| ---- | ------------------------ | ----------------------- |
| 1    | 23. Sep. 2017            | ISBN 978-4-04-069291-3. |
| 2    | 24. Jan. 2020            | ISBN 978-4-04-064252-9. |

### Manga
Yōkoso Jitsuryoku Shijō Shugi no Kyōshitsu e
Am 27. Januar 2016 startete die Umsetzung als Manga-Reihe. Die Zeichnungen wurden von Yuyu Ichino angefertigt. Bis zum 22. Februar 2022 erschienen zwölf Bände der Mangareihe, die die Handlungen des ersten Schuljahres wiedergibt, im Tankōbon-Format beim Verleger Media Factory. Zudem erscheint der Manga im Monthly Comic Alive.
Seven Seas Entertainment, der auch die Light-Novel-Reihe in englischer Sprache veröffentlicht, erwarb im Juni 2021 die Rechte an der englischsprachigen Herausgabe der Manga-Reihe außerhalb Japans.
| Band | Veröffentlichung (Japan) | ISBN (Japan)            |
| ---- | ------------------------ | ----------------------- |
| 1    | 23. Sep. 2016            | ISBN 978-4-04-068550-2. |
| 2    | 23. Jan. 2017            | ISBN 978-4-04-069039-1. |
| 3    | 23. März 2017            | ISBN 978-4-04-069120-6. |
| 4    | 22. Juli 2017            | ISBN 978-4-04-069303-3. |
| 5    | 22. Nov. 2017            | ISBN 978-4-04-069532-7. |
| 6    | 23. Apr. 2018            | ISBN 978-4-04-069747-5. |
| 7    | 21. Nov. 2018            | ISBN 978-4-04-065321-1. |
| 8    | 22. Juni 2019            | ISBN 978-4-04-065704-2. |
| 9    | 23. Jan. 2020            | ISBN 978-4-04-064297-0. |
| 10   | 20. Aug. 2020            | ISBN 978-4-04-064789-0. |
| 11   | 23. Juni 2021            | ISBN 978-4-04-680382-5. |
| 12   | 22. Feb. 2022            | ISBN 978-4-04-681125-7. |

Yōkoso Jitsuryoku Shijō Shugi no Kyōshitsu e 2-nensei-hen
Am 25. Dezember 2021 startete die Manga-Umsetzung zum zweiten Teil der Romanreihe. Die Zeichnungen stammen aus der Feder von Shia Sasane. Der Manga erscheint im Monthly Comic Alive des Verlages Media Factory. Der erste Band wurde am 22. Juni 2022 im Tankōbon-Format herausgegeben.
| Band | Veröffentlichung (Japan) | ISBN (Japan)            |
| ---- | ------------------------ | ----------------------- |
| 1    | 22. Juni 2022            | ISBN 978-4-04-681438-8. |
| 2    | 21. April 2023           | ISBN 978-4-04-682455-4. |
| 3    | 22. Feb. 2024            | ISBN 978-4-04-683297-9. |

### Anime-Fernsehserie
Im Mai des Jahres 2017 wurde die Produktion einer Anime-Fernsehserie basierend auf der Romanvorlage angekündigt. Dieser entstand unter der Regie von Seiji Kishi und Hiroyuki Hashimoto im Animationsstudio Lerche und lief zwischen Juli und September gleichen Jahres im japanischen Fernsehen. Die Serie umfasste zwölf Episoden.
Knapp fünf Jahre nach der Ausstrahlung der Serie wurde im März 2022 bekannt, dass die Serie mit einer zweiten und dritten Staffel fortgesetzt wird. Dabei konnte ein Großteil des Produktionsteams der ersten Staffel beibehalten werden, wenn auch manche Mitglieder eine andere Position einnahmen. Kishi und Hashimoto, die in der ersten Staffel Regie führten, wechselten in Kreis der geschäftsführenden Produzenten und Yoshihito Nishōji wurde als führender Regisseur vorgestellt. Die zweite Staffel, die dreizehn Episoden zählt, wurde zwischen Juli und September 2022 im japanischen Fernsehen ausgestrahlt.
Der Streamingdienstanbieter Crunchyroll zeigte die ersten beiden Staffeln im Simulcast in Originalsprache mit Untertiteln, darunter auch mit deutschen Untertiteln. Im Jahr 2022 erhielten die beiden Staffeln eine deutschsprachige Synchronfassung, die ebenfalls auf Crunchyroll veröffentlicht wurden.
Die dritte Staffel startet im Jahr 2023.

## Analysen

### Inhaltliche Unterschiede der Umsetzungen
Im Jahr 2017 startete eine Anime-Umsetzung, die auf der Romanreihe basiert. Obwohl der Anime dazu beitragen konnte, die Verkaufszahlen der Romane zu steigern, erntete die Adaption in Fankreisen Kritik. Gründe hierfür sind unter anderem inhaltliche und charakterliche Unterschiede, die zu einer Veränderung der Handlung in der Fernsehserie führten.
So ist Suzune Horikita in der Animeserie eine tragende Figur, während sie in der Light-Novel-Serie lediglich eine Nebenfigur ist. Im Anime ist sie die Person, die am meisten mit dem Protagonisten Ayanokōji interagiert. Im Roman gibt es mehrere Konversationen zwischen ihm und verschiedenen Klassenkameradinnen. Diese wurden im Anime durch Suzune als Gesprächspartnerin ersetzt oder komplett weggelassen.
Bezogen auf Ayanokōji gibt es zwischen der Vorlage und der Anime-Umsetzung Unterschiede: So werden seine Gedankengänge, die in der Romanreihe beschrieben werden und zu seiner Charakterentwicklung beitragen, im Anime nicht erläutert. Es werden lediglich innere Monologe genutzt, um diverse Situationen und Gedanken zu erklären. Dadurch ändert sich die Interpretation von Ayanokōjis Persönlichkeit ungemein. Während er im Roman lediglich besorgt ist, keine Freunde zu finden, greift die Herangehensweise im Anime zu kurz. Dort werden die Monologe lediglich genutzt, um Geschehnisse zu beschreiben und verständlicher zu machen, anstatt auf seine persönlichen Gedanken einzugehen. Dies hat Auswirkung auf seine Charakterdarstellung: Während die Light Novel und der Manga ihn wie einen normalen Oberschüler mit ganz normalen Alltagsproblemen darstellen, stellt der Anime seine Distanziertheit in den Vordergrund.
Unterschiede in der Handlung allgemein zwischen Vorlage und Anime-Umsetzung sind unter anderem:
- In der Romanreihe leitete Horikita eine zweite Lerngruppe. Im Anime händigt diese ihrem Mitschüler Sudō lediglich ihre Notizen zum Lernen aus.
- In der Vorlage sollte Manabu Horikita seine Schwester zu Boden werfen. Im Anime versucht dieser, sie zu schlagen.
- Ayanokōji, Horikita und ihre Klassenlehrerin führten ein Gespräch im Lehrerzimmer, kurz nachdem die Klasse von den Regeln bezüglich der Auszahlung von privaten Punkten erfahren haben. Im Anime wird diese Szene nicht gezeigt.
- Die Szene, in der Kakeru Ryūen seinen Mitschüler Yamada befiehlt, Daichi zu verprügeln kommt nur im Anime vor.
- Im Anime retteten Ayanokōji und Honami Ichinose Airi Sakura vor einem Stalker, der von der Polizei verhaftet wurde. Im Roman stellte sich Sakura alleine dem Stalker, der im Gegensatz zur Anime-Umsetzung nicht in Gewahrsam genommen wurde.
- Arisu Sakayanagi, ein weiterer Charakter aus der Serie, hatte einen Auftritt in der ersten Staffel der Serie. Diese taucht im fünften Romanband erstmals auf, während die erste Staffel lediglich die ersten drei Romanbände adaptiert.

Hinzu kommen Unterschiede in der Chronologie. So zeigt zum Beispiel Kikyō Kushida ihre dunkle Seite im Roman, nachdem der Versuch der Lerngruppe vor dem ersten Test fehlschlägt, und nicht, nachdem Sudō von einem Schulverweis gerettet wird. Auch das „Weiße Zimmer“ wird im Roman erst zu einem späteren Zeitpunkt erstmals erwähnt; im Anime findet die Erwähnung – wenn auch nur kurz – in der ersten Staffel statt.
Unterschiede zwischen den Romanen und der Manga-Adaption werden am deutlichsten durch die Seitenzahlen beider Medien. Während die englisch übersetzte Ausgabe des ersten Romanes von Seven Seas Entertainment auf über 380 Seiten kommt, verfügt der erste Mangaband lediglich 195 Seiten. Das hat zur Folge, dass diverse Situationen und Handlungen stark verknappt wurden. So wird die Szene, in der Horikita eine Lerngruppe gründet, um den von einem Verweis bedrohten Schülern zu helfen, im Manga auf lediglich vier Seiten abgehandelt, wobei Ayanokōjis Handlungen in dieser Szene komplett weggelassen wurden, obwohl er im Roman große Mühen eingegangen ist, um Horikita bei der Gründung der Lerngruppe zu helfen. Auch die Szene, in der Ayanokōji sich mit Kikyō trifft, nachdem die Lerngruppe scheitert, unterscheidet sich. Während er im Roman als Kushida als „letztmögliche Option“ betrachtet wird, wendet er sich im Manga unmittelbar nach Auflösung der Gruppe an diese.

### Schulkritik
Die Prämisse einer Schule, in der dessen Schüler anhand ihres Standes innerhalb einer willkürlichen Hierarchie definiert werden, stellt einen Fingerzeig auf das japanische Schulsystem dar. Der Roman beginnt mit einem Monolog über die Gleichberechtigung der Menschen. In diesem Monolog wird die Aussage, dass „kein Mensch mit den gleichen Rechten geboren wird“, als harte aber bittere Wahrheit beschrieben, da unsichtbare und schwer zu beeinflussende Kräfte verhindern, dass das vorgestellte Ideal Realität wird. Stattdessen werde der Begriff der Gleichberechtigung von Menschen als Plattitüde verwendet. Dabei bezieht sich der Autor auf die Schrift Aufruf zum Lernen (学問のすゝめ Gakumon no Susume) des japanischen politischen Philosophen Yukichi Fukuzawa.
Die Geschichte wird aus der Sicht von „unsympathischen Opfern“ beschrieben, die niemals Hilfe und Anleitung erfahren würden, die nötig ist, um ein funktionierender Teil der Gesellschaft zu werden. In der Geschichte des Romans schließen sich die Protagonisten zusammen, um den anderen zu helfen, da diese erkannt haben, dass es im besten Interesse der gesamten Klassengemeinschaft ist. Die drei Charaktere Sudō, Ike und Yamauchi zeigen im ersten Handlungsabschnitt kaum Einsicht. Obwohl dieser Charakterzug als unsympathisch eingestuft wird, kann deren Denkweise nachvollzogen werden. Die Drei werden als Gefangene eines Systems, in der der menschliche Wert ausschließlich von akademischen Leistungen definiert wird, dargestellt. Auch beschreibt der Roman die Grausamkeit der meisten Klassenkameraden durch ihre Untätigkeit, den betroffenen Schülern in ihrer Not zu helfen.
Im Nachwort des ersten Romanbandes erklärt Autor Shōgo Kinugasa, wie seine Schuldgefühle über das Schulsystem in das Werk eingeflossen sind. Er erklärte, dass ihm erst nach dem Erwachsenwerden klar wurde, dass die Schulzeit eine eingrenzende Umwelt war und merkte kritisch an, dass er mit dieser Einsicht nicht so lange gebraucht hätte, wenn das Schulsystem gegenüber individuellen Stärken und Fähigkeiten offener wäre und auf diese eingehen würde.

### Kapitalismus
Auch das Thema des Kapitalismus wird in dem Werk aufgegriffen. So erhalten die Schüler zu Beginn eine Art Grundkapital in Form von Punkten im Wert von 100.000 Yen, dass diese auf dem Schulgelände wie Geld benutzen können. Den Schülern wird jedoch nicht erklärt, dass die Anzahl an Punkten, die monatlich an die Schüler überwiesen werden, von deren individuellen und gemeinschaftlichen Leistungen abhängig ist. Der Fakt, dass „alles mit Punkten gekauft werden kann“ – auch fehlende Punkte, um einen Schultest zu bestehen – zeigt zudem mögliche Korruption innerhalb des Systems auf.
Auch wird in dem Werk der Sozialdarwinismus aufgegriffen. Die Schüler verkörpern, mehr oder weniger, unterschiedliche Standpunkte des Sozialdarwinismus. Der Protagonist, Ayanokōji, zum Beispiel vertritt die Meinung, dass Menschen, „die erfolgreich sein wollen Leid ertragen müssen“ und er diesen deswegen Steine in den Weg legt. Allerdings lasse er nicht zu, dass seine Mitschüler unnötigen Leid ertragen müssen. Während er nicht eingreift um Kei Karuizawa zu unterstützen als diese von anderen Schülern gemobbt und gedemütigt wird, da er dies für notwendig erachtet, hilft er einer anderen Klassenkameradin ohne mit der Wimper zu zucken. Die Schule selbst kann, so Levana Jane Chester-Londt, kann aufgrund diverser Begebenheiten als ultimatives Experiment des Sozialdarwinismus betrachtet werden. So unterstütze die Schule aktivden Kapitalismus, in dem diese die Schüler und Klassen nach einem geheimen System bewertet und so direkt die finanzielle Entwicklung der Jugendlichen beeinflusst. Die Institution gibt den Schülern keine festen Regeln an die Hand, sondern lässt abschätzen wie diese in manipulativen Situationen instinktiv reagieren. Auch lässt die Schule keine Gewalt oder Diskriminierung von Schülern zu, greifen aber in schwierigen Situationen nicht ein, sondern bevorzugt, dass die Schüler diese unter sich regeln.

### Gesellschaftliche Aspekte
Auf den ersten Blick scheint die Romanreihe ein weiteres Werk zu sein, in der bizarr machiavellistische Jugendliche versuchen, an der luxuriösesten Schule der Welt lächerliche Intrigen gegeneinander zu betreiben. Das Werk, welches den Anschein macht, eine Kopie von OreGairu zu sein, gibt einen ernsten Einblick in den herrschenden Elitarismus an Schulen und in der Gesellschaft. So stellt das Eingangszenario, welches sowohl im Roman als auch im Anime dargestellt wird, einen Mikrokosmos auf die Themen, die das Werk aufgreift, dar. In diesem Szenario beobachtet der Protagonist Ayanokōji eine Situation seiner möglichen zukünftigen Mitschüler im Bus. Ein Schüler weigert sich aus selbstsüchtigen Gründen, seinen Platz einer älteren Passagierin zu überlassen. Im Roman wird beschrieben, dass die anderen Passagiere das denken, was der Schüler ausgesprochen hat. Der Schüler geht in dem Szenario weiter und wirft den beteiligten Personen Scheinheiligkeit vor. Diese Szene stellt ein Spiegelbild der Gesellschaft Japans dar, in der Respekt vor älteren Mitmenschen groß geschrieben aber auch im Werk infrage gestellt wird.

## Erfolg und Wahrnehmung

### Verkäufe
Zwischen 2017 und dem ersten Halbjahr 2020 war Yōkoso Jitsuryoku Shijō Shugi no Kyōshitsu e eine der am besten verkauften Romanreihen in Japan. 2017 verkaufte sich die gesamte Reihe etwas mehr als 560.000 mal. Im Folgejahr konnten knapp 400.000 Einheiten in Japan abgesetzt werden, wodurch die Serie Platz acht der am meistverkauften Romanreihen einnahm. 2019 wurden ähnliche Verkaufszahlen erreicht; mit knapp mehr als 420.000 abgesetzter Einheiten nahm die Reihe in diesem Jahr Platz neun der meistverkauften Romane in Japan ein. Zwischen November 2019 und Mai 2020 verkaufte die Serie insgesamt etwas mehr als 150.000 Einheiten. In der Jahresendabrechnung für 2020 erreichte das Werk eine Platzierung in den Top Ten. Erst im Jahr 2022 erreichte die Romanreihe eine erneute Platzierung in den Top Ten: Mit knapp einer halben Millionen verkaufter Einheiten für die Fortsetzung war das Werk die am zweitmeisten verkaufte Reihe, während die erste Romanreihe knapp 340.000 mal verkauft wurde und Platz vier belegte.
Im Juni des Jahres 2020 waren bereits 3,8 Millionen verkaufte Einheiten alleine in Japan im Umlauf. In einer Liste der meistgekauften Light-Novel- und Mangareihen des Jahres 2022 der globalen Website des Unternehmens BookWalker landete die Romanserie auf Platz zehn und 36. Im März 2023 wurde bekannt gegeben, dass das Gesamtfranchise zwischenzeitlich mehr als acht Millionen Verkäufe in Japan erreichen konnte, wobei Verkaufszahlen für die Romane der Hauptreihe sowie deren Fortsetzung als auch der Manga- und Spin-Off-Werke berücksichtigt wurden.

### Rankings
Die Romanreihe erreichte in den Jahren zwischen 2019 und 2021 hohe Platzierungen in der Bestenliste Kono Light Novel ga Sugoi! des Verlages Takarajimasha. So erreichte das Werk 2019 einen sechsten Platz, 2020 Platz vier und im Jahr 2021 Platz drei. In der für das Jahr 2023 ermittelten Bestenliste konnte die Fortsetzung der Romanreihe auf Anhieb den ersten Platz belegen.
Kono Light Novel ga Sugoi! zeichnet nicht nur die Werke an sich aus, sondern auch die Illustratoren, sowie die in den Werken vorkommenden Charaktere: So platzierte sich zum Beispiel Kei Karuizawa in der Kategorie Bester weiblicher Charakter im Jahr 2019 noch Platz acht, nur in den beiden Folgejahren die Spitzenposition zu erreichen. Dadurch unterbrach sie die mehrjährige Siegessträhne des Charakters Mikoto Misaka, die zwischen 2010 und 2014 sowie zwischen 2016 und 2019 die Spitzenposition innehatte. 2015 wurde die Strähne ein einziges Mal unterbrochen. Damals erreichte Yukino Yukinoshita den Spitzenplatz. Bei den Rankings für die besten männlichen Charaktere ist Kiyotaka Ayanokōji seit 2018 vertreten. In den ersten beiden Jahren belegte er den zehnten bzw. vierten Platz nur um seit 2020 die Bestenliste zu dominieren. Bei den Rankings für die besten Illustrationen ist Shunsaku Tomose seit 2019 vertreten. Zwischen 2021 und 2023 erreichte er jeweils Platz eins und wurde 2023 in die interne Hall of Fame gewählt.